# 湯米·耐特
湯米·耐特（英語：Tommy Knight；1993年1月22日—）是英國的一位演員。他出演過的主要作品包括珍媽的星際冒險和異世奇人中的Luke Smith、滑鐵盧路中的Kevin Chalk、維多利亞中的Brodie角色。

## 外部連結

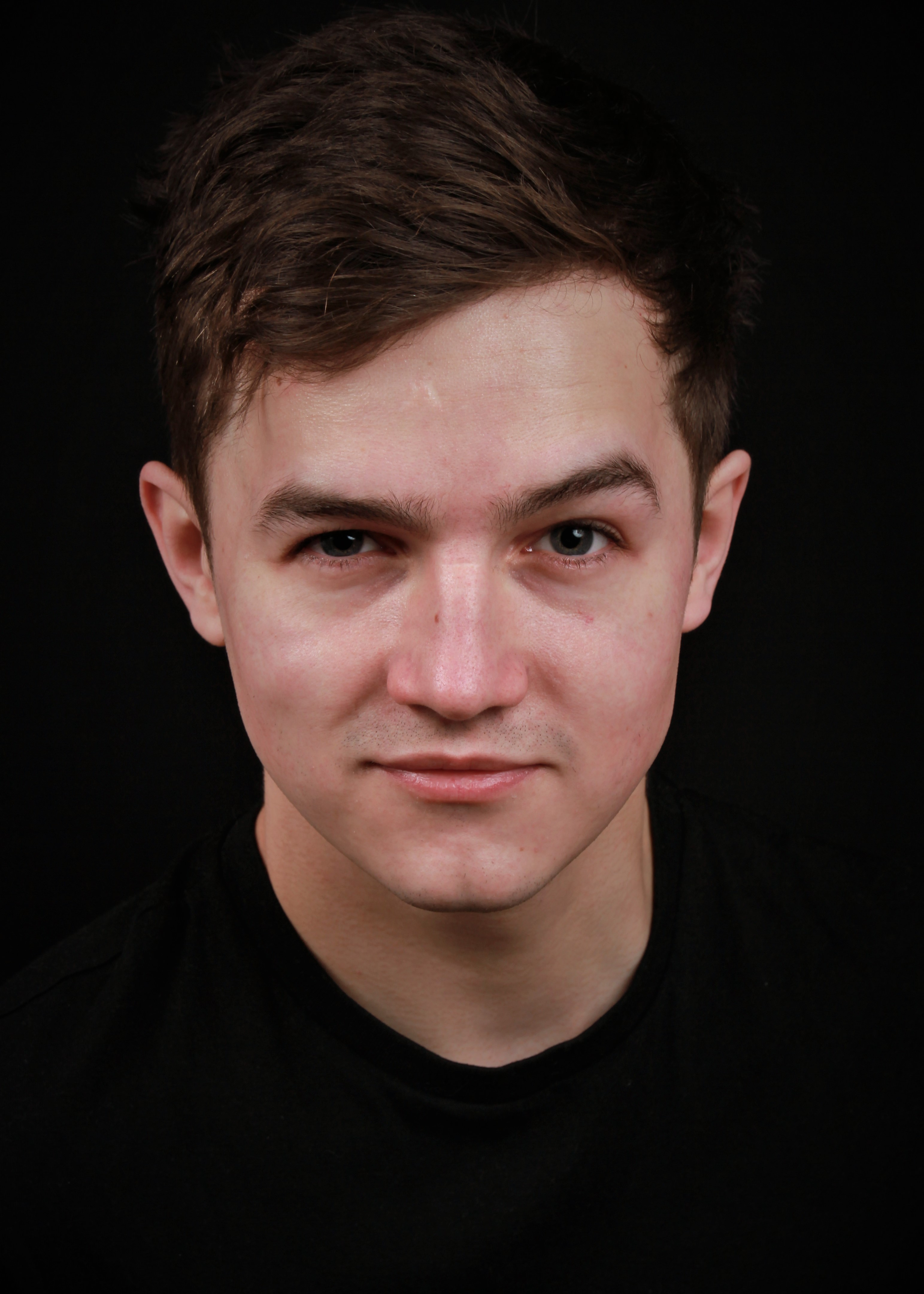
湯米·耐特

- Tommy Knight在互联网电影资料库（IMDb）上的資料（英文）
- Tommy Knight Profile